# Wolseley Oxford Taxi
Das Wolseley Oxford Taxi (oder auch Nuffield Oxford Taxi) war das erste neue Taxi auf dem britischen Markt nach dem Ende des Zweiten Weltkrieges.
Der Prototyp auf Basis einer Morris-Konstruktion wurde 1940 gebaut und sammelte ungefähr 160.000 km zu Testzwecken, bevor im Februar 1947 die Fertigung begann. Es war die erste „neue“ Konstruktion, die in der Fabrik Ward End in Birmingham, dem Sitz der Wolseley Motor Company seit 1919, vorgestellt wurde. Die Wagen wurden bis 1955 hergestellt, dann ersetzte der 1948 vorgestellte Austin FX3 das Modell. Dieser war ein wesentlich modernerer Wagen und wurde in größeren Stückzahlen gefertigt.
Ein Reihenvierzylinder-Benzinmotor mit 1802 cm³ Hubraum und einer Leistung von 35 bhp (25,7 kW), dessen Konstruktion immer noch zum Teil auf der des Morris Oxford aus den 1920er-Jahren basierte, trieb das Oxford Taxi an. Die Bremsen waren mechanisch durch Zugstangen betätigt und die Hinterachse hatte einen Schneckenantrieb.
Es gab drei Ausführungen:
- Der Mark I (1947) hatte Holzspeichenräder.
- Der Mark II (1949) war ein „Six Light“[4] für das private Taxigewerbe.
- Der Mark III (1950) war ein überarbeiteter Mark I mit Stahlscheibenrädern.

Die meisten Fahrzeuge wurden über den Londoner Händler Beardmore verkauft. Es entstanden ungefähr 1800 Stück.